# Collin Benjamin
Collin „Chippa“ Benjamin (* 3. August 1978 in Windhoek, Südwestafrika) ist ein ehemaliger namibischer Fußballspieler und heutiger Trainer. Er war als Allrounder sowohl als Außenverteidiger als auch im defensiven oder rechten Mittelfeld einsetzbar. In der namibischen Nationalmannschaft, welche er als Kapitän anführte, spielte er oftmals als Stürmer.
Seit dem 14. Juni 2022 ist er namibischer Nationaltrainer.

## Karriere

### Spielerkarriere
Er begann seine Karriere in Namibia beim Civics FC Windhoek. 1999 wechselte er nach Deutschland, wo er zunächst von Juli 1999 bis Dezember 1999 beim Hamburger Verein Germania Schnelsen und von Januar 2000 bis Dezember 2000 bei Raspo Elmshorn spielte.
Benjamin gehörte vom Juli 2001 bis Ende Mai 2011 zum Profikader des Hamburger SV, was ihn zum dienstältesten Spieler des Teams machte. Zum Ende der Saison 2010/11 wurde sein Vertrag nicht verlängert.

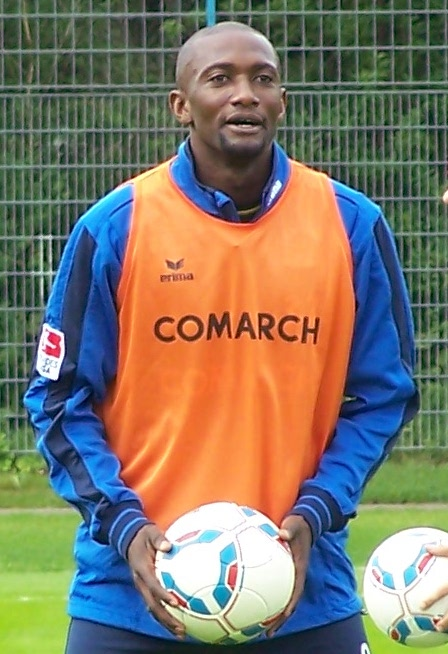
Benjamin im Training bei 1860 (2011)

Anfang Juni 2011 wechselte er ablösefrei zum Zweitligisten TSV 1860 München. Dort unterschrieb er einen Vertrag bis zum 30. Juni 2012, der eine Option auf eine Verlängerung um ein Jahr enthielt. Am 17. Juli 2011 stand Benjamin unter Trainer Reiner Maurer im Spiel gegen Eintracht Braunschweig zum ersten Mal für 1860 auf dem Platz. Seinen zum am Saisonende auslaufenden Vertrag bei den Münchnern verlängerte er nicht und beendete seine Karriere.

### Trainerkarriere
Im Frühjahr 2013 kehrte Benjamin zum TSV 1860 zurück und absolvierte ein Trainerpraktikum im Nachwuchsleistungszentrum des Vereins. In der Spielzeit 2013/14 übernahm er hauptverantwortlich die U13. Parallel dazu absolvierte er die Trainerlizenz. Zur Saison 2014/15 wurde Benjamin Co-Trainer von Torsten Fröhling bei der zweiten Mannschaft. Nach der Entlassung von Markus von Ahlen und der nachfolgenden Beförderung Fröhlings zum Cheftrainer der Zweitliga-Vertretung des TSV 1860 wurde Benjamin Co-Trainer bei den Profis des TSV. Im Januar 2016 löste er seinen Vertrag mit dem TSV 1860 aus privaten Gründen auf. Seit Ende August 2018 war er zweiter Co-Trainer der namibischen Nationalmannschaft und übernahm 2022 für fünf Jahre das Traineramt.

### Erfolge
Benjamin gewann mit dem HSV 2005 und 2007 den UI-Cup. Im CL-Qualifikationsspiel gegen CA Osasuna am 22. August 2006 bereitete er das entscheidende 1:1 durch Nigel de Jong vor. 2008 nahm er mit der namibischen Nationalmannschaft an der Afrikameisterschaft in Ghana teil.

## Besonderes
Er ließ sich 2006 für ein Jahr reamateurisieren, damit beim HSV für Aílton ein Nicht-EU-Ausländerplatz frei wurde.
Benjamin hat sich seit seinem Karriereende der Nachwuchsförderung im Fußball durch den BBK Auas Trust, darunter der MTC HopSol Youth League, verschrieben.

## Privatleben
Collin Benjamin gründete und unterhielt mehrere Jahre lang die in Namibia ansässige „Collin Benjamin Soccer Academy“, die sich die Förderung der namibischen Fußballjugend zur Aufgabe gemacht hatte. Aus der Sportschule ging Tura Magic, ein namibischer Zweitligaverein hervor.
Seit 2016 will er ein neues Fußballtrainingszentrum in Windhoek aufbauen, um Nachwuchsspieler zu fördern: Im Rahmen eines Presseberichtes schilderte er auch seine Geschichte: „Ich erinnere mich, als die Brave Warriors im Jahr 1992 4:0 gegen Sambia verloren. In der Republikein las ich über das Spiel und dort wurden einige sambische Spieler als „Beroepspelers“ bezeichnet. Auf die Frage an meine Mutter, was dies bedeute, erklärte sie mir, dass sie professionelle Spieler seien, die Fußball spielten, um ihren Lebensunterhalt zu verdienen. Ich konnte zunächst nicht glauben, dass sie für das Fußballspielen bezahlt werden, doch beschloss dann, dies ebenfalls zu tun. So war meine Vision und ich begann diesem Weg zu folgen.“ Im Dezember 2016 bekam er für die „First Football School of Windhoek“ das Khomasdal-Stadion für 30 Jahre zugesprochen.
Benjamin ist verheiratet und hat eine Tochter und einen Sohn. Er lebt seit 2016 wieder permanent in Namibias Hauptstadt Windhoek.